# Chilehaus

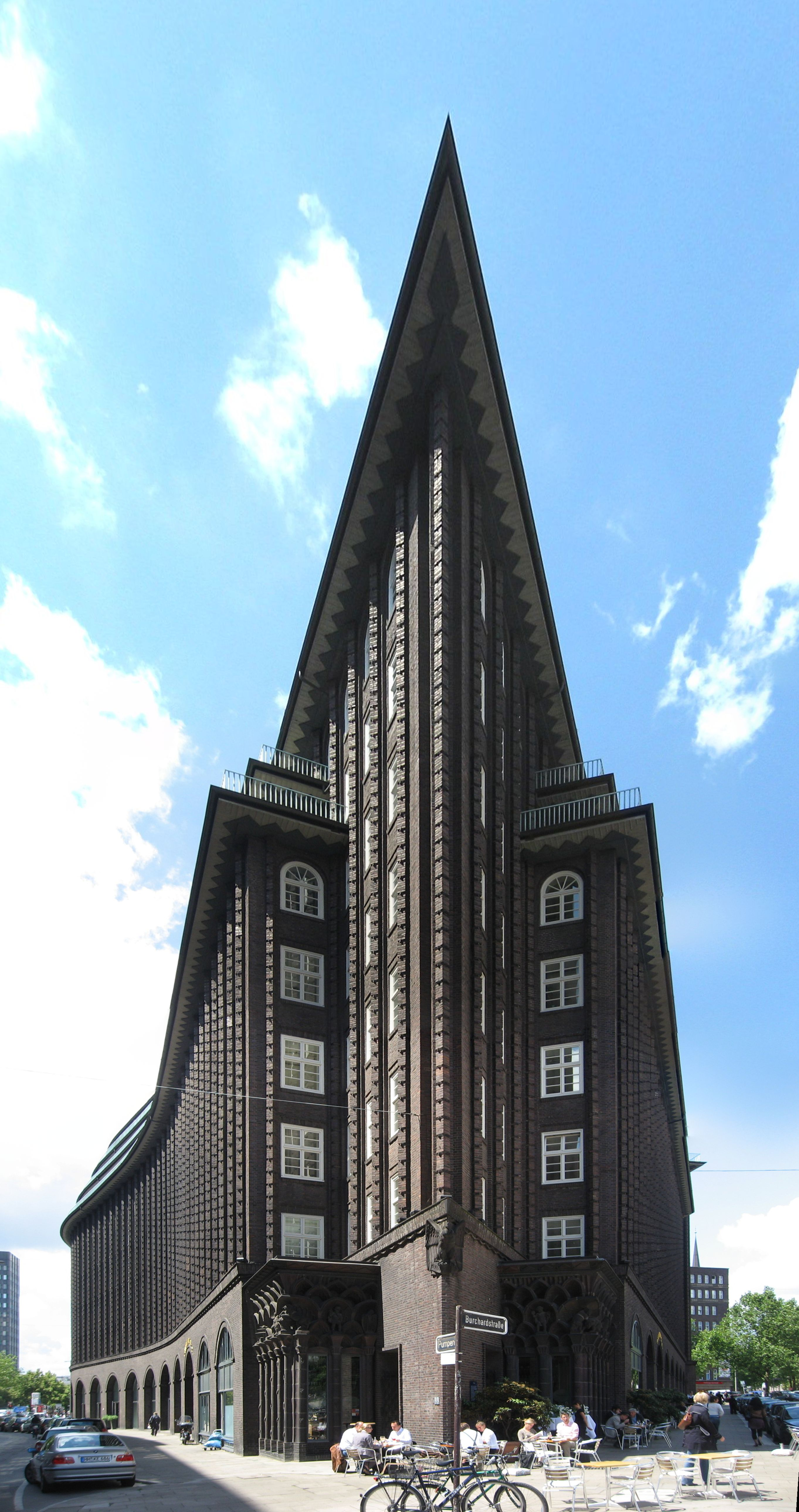
Das Chilehaus von Fritz Höger

Das Chilehaus ist ein von 1922 bis 1924 erbautes Kontorhaus im Hamburger Kontorhausviertel. Die Architektur von Fritz Höger war beispielgebend für den Backsteinexpressionismus der 1920er Jahre, der von Backsteingotik und Expressionismus inspiriert war. Der Bau stellt mit seinen 36.000 m² Bruttogeschossfläche und bis zu zehn Stockwerken auf einer Grundfläche von 5950 m² eines der ersten Hamburger Hochhäuser dar. Mit seiner an einen Schiffsbug erinnernden Spitze nach Osten ist es zu einer Ikone des Expressionismus in der Architektur geworden.
Am 5. Juli 2015 wurde das Kontorhausviertel zusammen mit der Hamburger Speicherstadt und dem Chilehaus zum UNESCO-Weltkulturerbe ernannt.

## Baugebiet

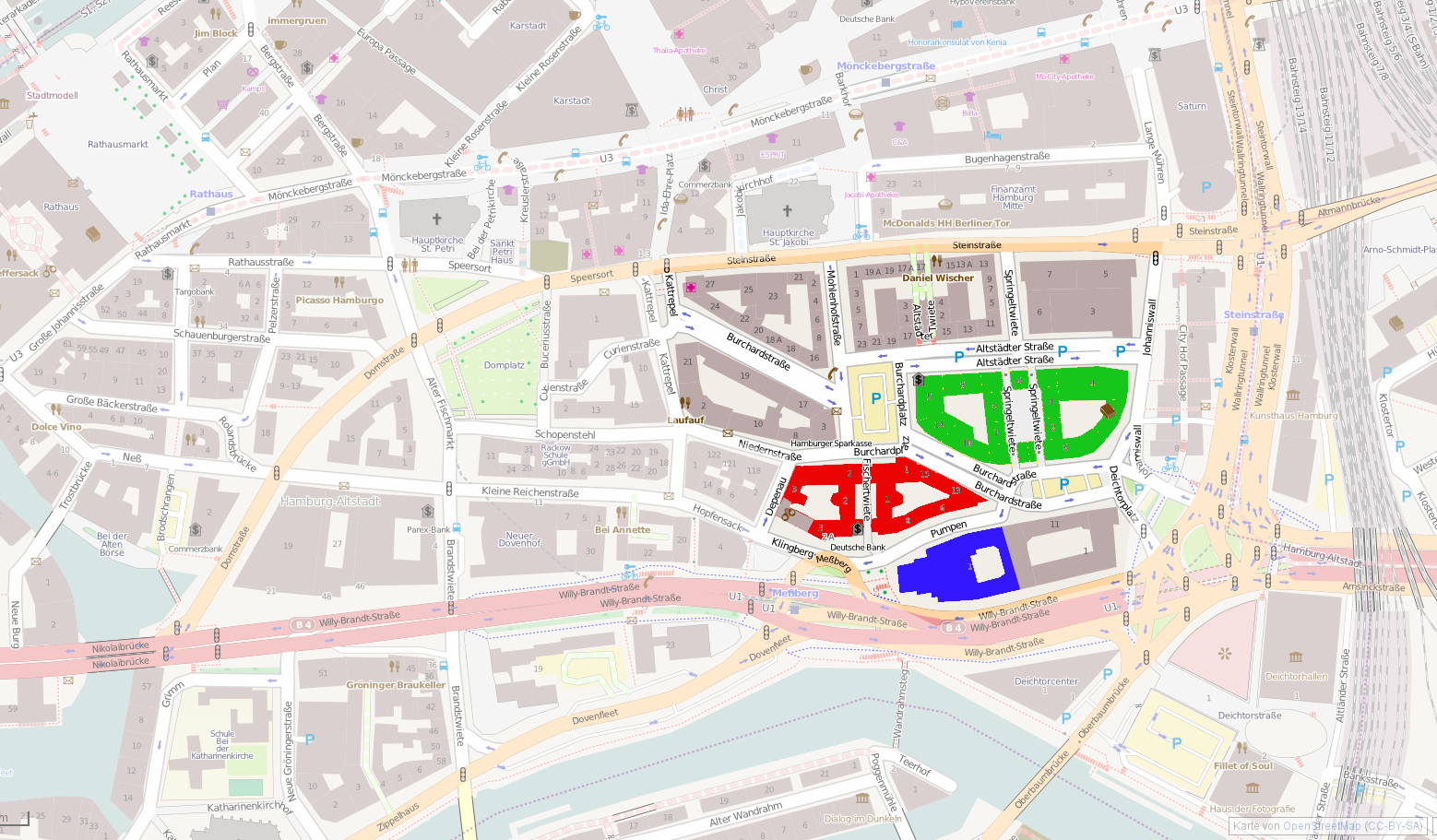
Kontorhausviertel mit Chilehaus (rot), Sprinkenhof (grün), Meßberghof (blau)

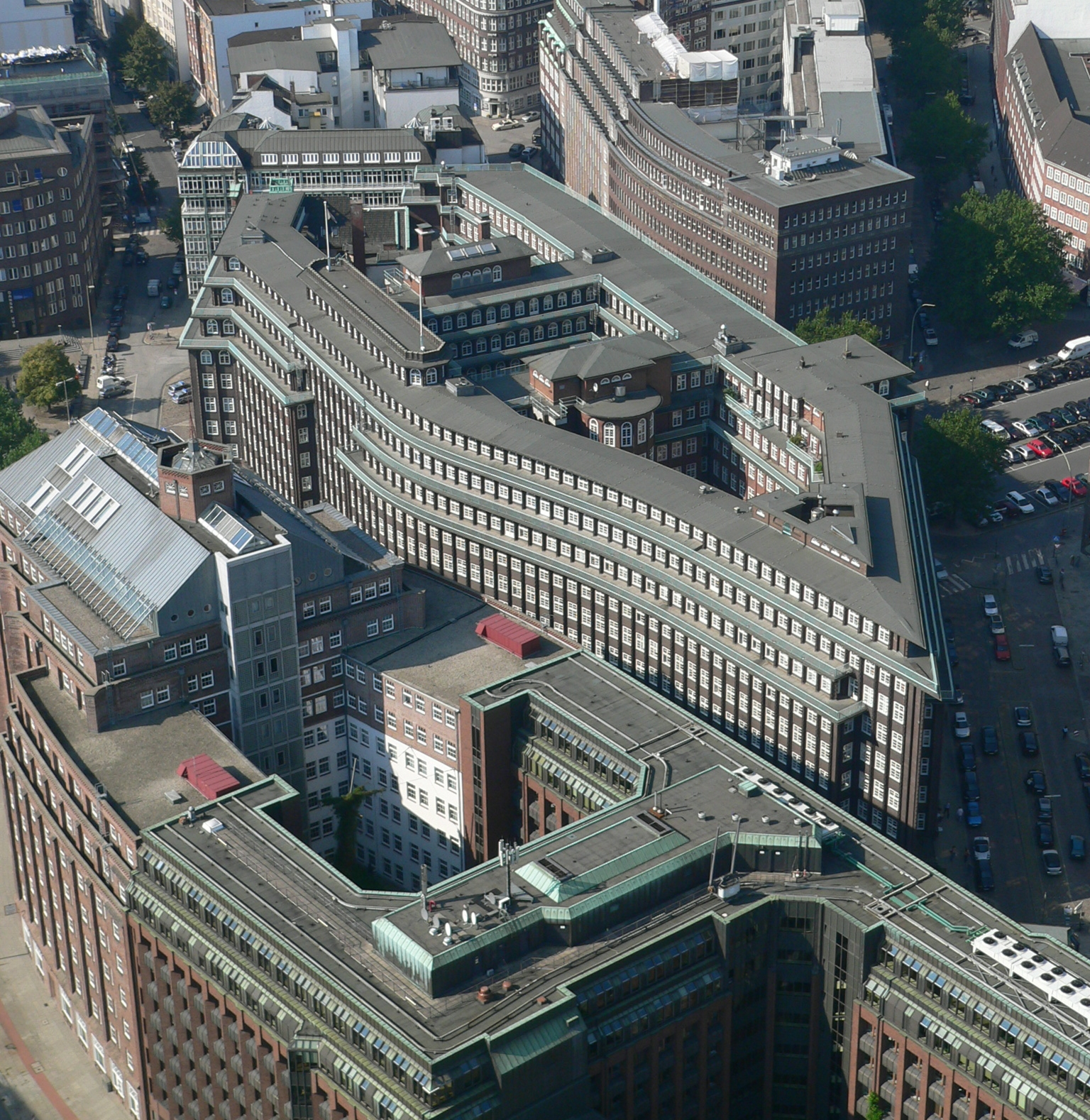
Chilehaus mit seinen Staffelgeschossen von oben

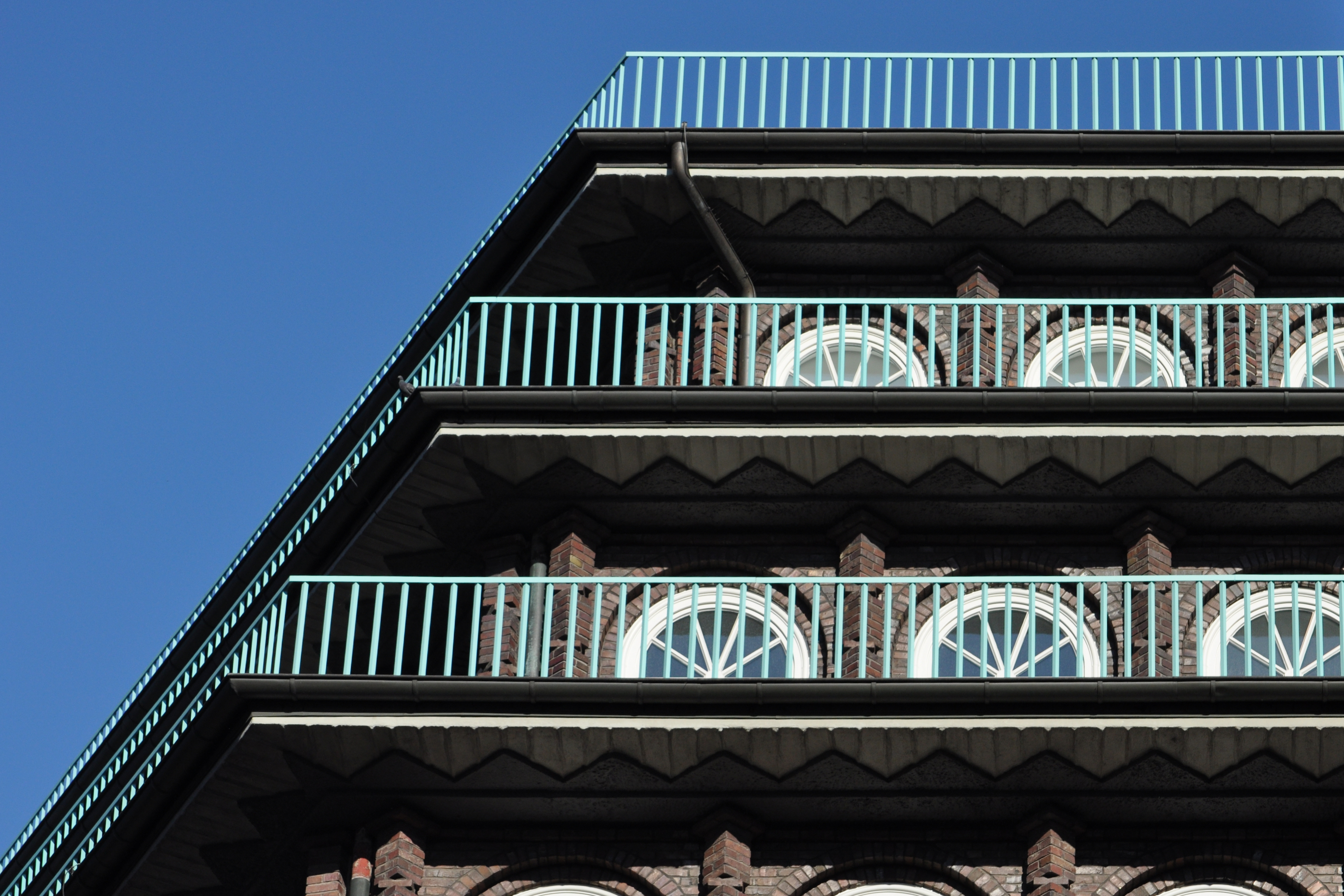
Detail der Staffelgeschosse

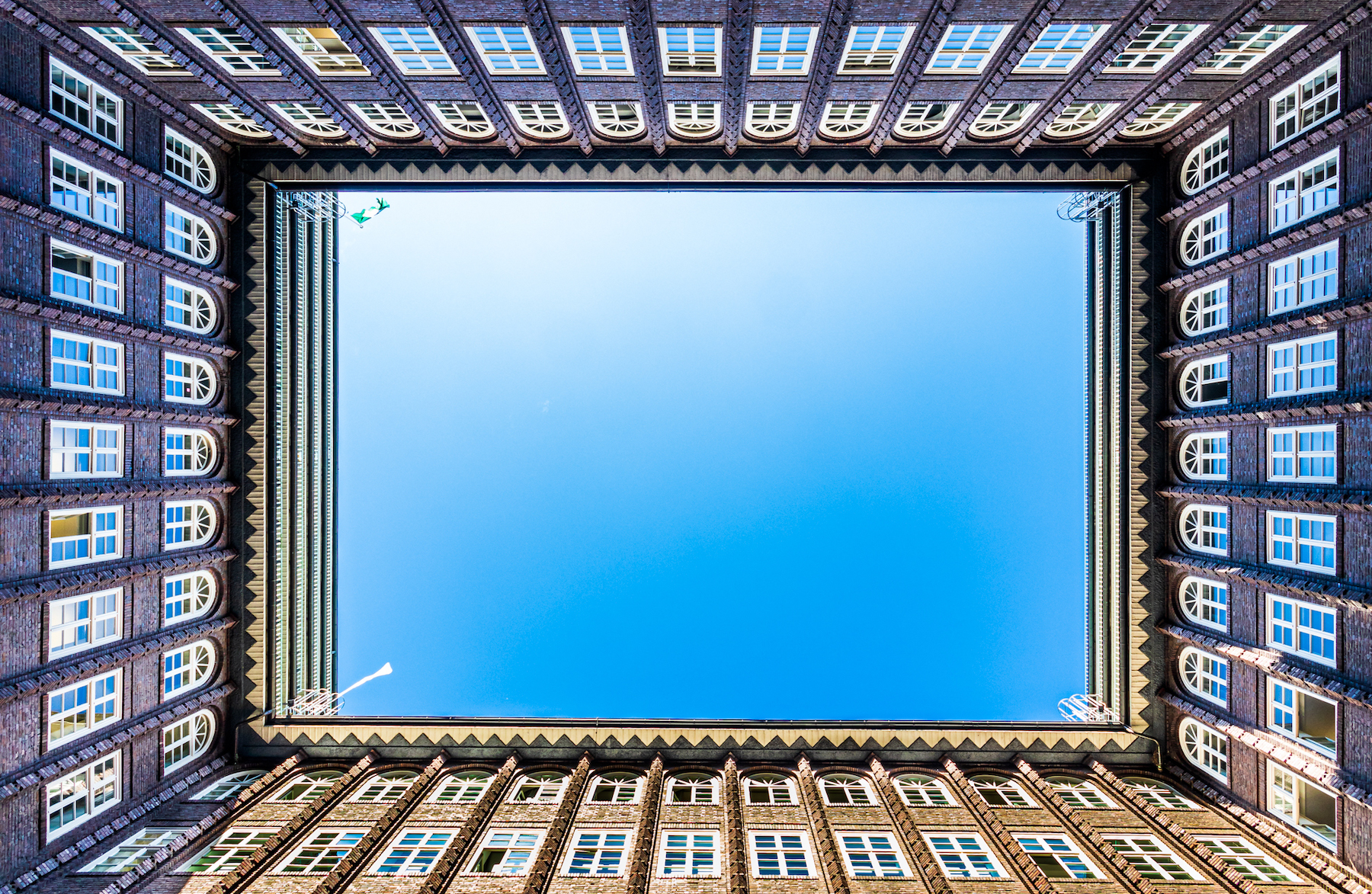
Innenhof / Fischertwiete

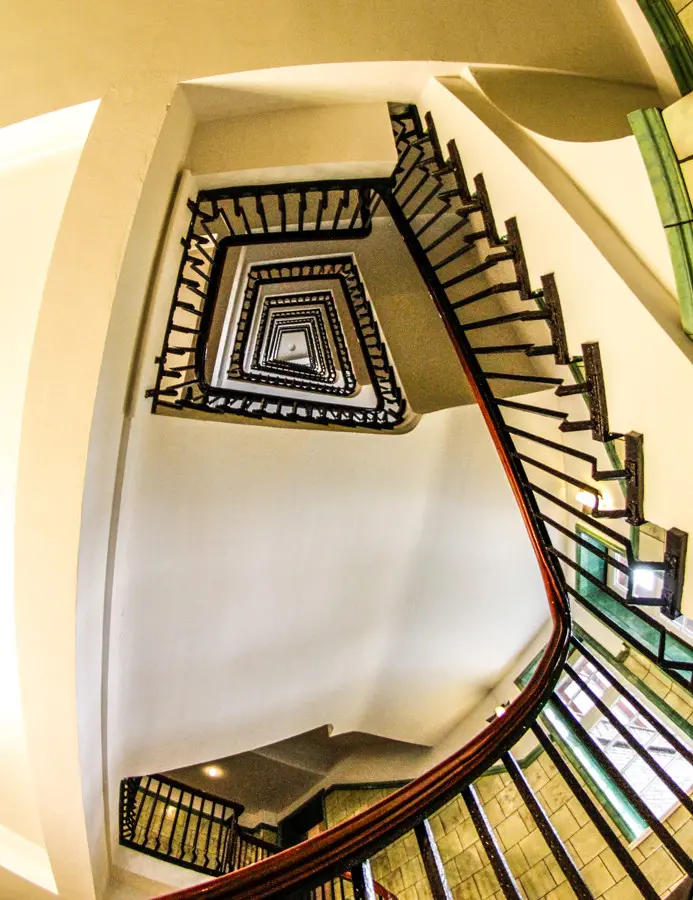
Treppenhaus des Chilehauses

Die südliche Hamburger Altstadt war vom großen Brand von 1842 verschont geblieben. Abgesehen vom Zuschütten des Reichenstraßenfleets zur Schaffung einer Verkehrsachse zwischen dem Rathaus und dem 1842 eröffneten Berliner Bahnhof wurden kaum strukturelle Änderungen vorgenommen. Das Gängeviertel war in mittelalterlichen Strukturen kleinteilig parzelliert. Das Baugelände des Chilehauses war 1868 mit 69 Gebäuden bebaut.
Der Bau der Speicherstadt südlich des heutigen Zollkanals machte die Umsiedlung von 20.000 Einwohnern notwendig, von denen ein Teil im Gängeviertel Unterkunft fand. Ende des 19. Jahrhunderts entstanden einige kleinere Geschäftshäuser, 1886 mit dem Dovenhof auch das erste Kontorhaus in Hamburg.
Erst infolge der Choleraepidemie von 1892 wurde die Notwendigkeit zur Sanierung und Neugliederung des Gebietes drängender. Mit der Sanierung dieses Gebiets wurde aber erst nach weiteren zwanzig Jahren konkret begonnen. Die Planungen wurden maßgeblich von dem Hamburger Oberbaudirektor Fritz Schumacher beeinflusst.
Eine grobe Planskizze von 1912 zeigt im Gebiet zwischen Steinstraße im Norden, Meßberg und Hopfensack im Süden, Kattrepel im Westen und Johanniswall im Osten, dem späteren Kontorhausviertel, mit der Burchardstraße eine neue diagonale Achse, die die nordsüdliche verlaufende Mohlenhofstraße etwa am Burchardplatz schneidet, der noch nicht skizziert wurde. Für die Bebauung waren große Blockbebauungen vorgesehen.
Das eigentliche Baugrundstück, von Niedernstraße, Burchardstraße, Pumpen, Klingberg und Depenau umgrenzt und von der Fischertwiete durchschnitten, war 5.950 m² groß. Die Fischertwiete führt auf den Meßberg, der seit dem Mittelalter als Gemüsemarkt diente. In der Achse der Fischertwiete lag die Wandrahmsbrücke.
Der Ankauf der Grundstücke durch die Stadt erfolgte 1913, der im folgenden Jahr ausgeschriebene Wettbewerb ging noch von einer teilweisen Wohnnutzung aus. Der prämierte Entwurf von Distel & Grubitz sah noch eine getrennte Bebauung der beiden Grundstücksteile vor, allerdings hatten einzelne andere Entwürfe eine Überbauung der Fischertwiete vorgeschlagen.
Am Klingberg befindet sich die 1906–1908 von Albert Erbe in einem barockisierenden Stil erbaute Polizeiwache am Klingberg. Sie wird vollständig vom Chilehaus umklammert.
Das Baugrundstück wurde im Oktober 1921 vom Bauherrn Henry B. Sloman ersteigert. Sloman war Unternehmer, dessen Vermögen aus Abbau und Handel mit Chilesalpeter stammte. 1912 galt er mit einem Vermögen von 60 Millionen Mark als eine der reichsten Personen in Hamburg. Sloman war mit der gleichnamigen Reederfamilie weitläufig verwandt.
In Hamburg war es üblich, den Kontorhäusern Namen zu geben. Da die Reederei Rob. M. Sloman bereits ihr 1908–1910 erbautes Kontorhaus am Baumwall Slomanhaus genannt hatte, entschloss sich Henry B. Sloman, seinem Haus in Erinnerung an seine 32-jährige Tätigkeit in Südamerika den Namen „Chilehaus“ zu geben.

## Architekt
Sloman ließ sich von mehreren Architekten Entwürfe ausarbeiten. Die Entwürfe der Gebrüder Gerson sind nicht überliefert, diese realisierten wenig später den benachbarten Meßberghof und zusammen mit Fritz Höger den Sprinkenhof, beide in unmittelbarer Nachbarschaft zum Chilehaus. Von Puls & Richter liegen Entwürfe vor, die ebenfalls eine Überbauung der Fischertwiete zeigen.
Fritz Höger, der sich durch seine Bauten an der Mönckebergstraße – Rappolt- und Klöpperhaus – qualifiziert hatte, erhielt den Auftrag. Der erste Entwurf in der Bauakte der Stadt, datiert vom 19. Januar 1922, zeigt aber nur Teilaspekte.
Um die vom Bauherrn gewünschte Gesamtfläche zu erreichen, musste das Haus neun bis zehn Stockwerke hoch werden. Um den massigen Gesamteindruck dieses „Hochhauses“ abzumildern wählte Höger eine Ausführung der oberen Stockwerke als Staffelgeschosse. Die Entwicklung wurde von der neu eingesetzten Baupflegekommission mit beeinflusst.
Der Baubeginn fand am 14. Mai 1922 statt, die Übergabe an den Bauherrn erfolgte im Februar 1924. Die Planungen wurden immer weiter verfeinert und ergänzt, auch nachdem mit dem Bau bereits begonnen wurde. Frühe Entwurfszeichnungen gingen bereits im Sommer 1922 in einen ersten Vermietungsprospekt ein.
Die charakteristische Spitze wurde immer wieder umgeplant.
Der breiteren Öffentlichkeit wurde der Bau durch die Präsentation eines Holzmodells auf der ersten „Überseewoche“ im August 1922, veranstaltet durch den Überseeclub, vorgestellt. Die Hamburger Ortsgruppe des Deutschen Werkbundes zeigte Arbeiten in einem eigenen Pavillon, darunter auch ein Holzmodell des Chilehauses.

## Architektur
Der Untergrund war durch seine Nähe zum Zollkanal, und damit auch zur Elbe, weich. Das Grundstück liegt auf der Grenze zwischen Geest und Marsch und fällt nach Süden und Osten um jeweils zwei Meter ab. Dieser Höhenunterschied wurde in den Sockelgeschossen aufgefangen. Für den Bau wurden bis zu 16 m lange Eisenbetonpfähle mit einer Gesamtlänge von 18.000 m verbaut. Die Nähe der Elbe machte eine besondere Abdichtung der Keller notwendig, der Heizungsraum wurde als beweglicher Caisson ausgeführt, der bei Springfluten aufschwimmen konnte.
Zum verwendeten Bockhorner Klinker schreibt Höger: „Erwähnt sei noch, daß ich für die Fronten des Chilehauses ausgerechnet Ausschußklinker wählte, die sonst normalerweise allenfalls für Schweinställe, Fußböden-Pflasterungen gut genug gehalten würden. Mir aber waren diese deformierten Brocken für meinen Riesenbau gerade so gut, nur durch ihre natürliche Knupperigkeit, so wie sie durch höchste Feuersglut wurden, waren sie mir lieb, nur ihnen verdanke ich einen Großteil der Wirkung des Riesenbaus, durch sie erhielt der Bau seine Beschwingtheit und nahm dem Riesen seine Erdenschwere.“ Dies bedeutet in Hinblick auf die kurze Bauzeit und die benötigte Ziegelanzahl aber keineswegs, dass Ausschuss verwendet wurde, allenfalls hat man nach einer solchen Vorlage Klinker herstellen lassen. Ohnehin soll der Klinker bereits durch Sloman lange vor Beauftragung von Höger bevorratet worden sein. Gleiche Klinker sind offenbar auch beim Bau der Oberhafenkantine verwendet worden.
Die ruhigen Flächen zwischen den Fenstern wurden im märkischen Verband (zwei Läufer, ein Binder) gemauert. Die Lisenen, kräftig ausgearbeitete senkrechte Streifen zwischen den Fenstern bestehen aus jeweils zwei Ziegeln, die im Winkel von 45° gemauert sind und alle sieben Lagen gerade mit der Mauer verankert sind.
Am keramischen Wandschmuck der Fassade und auch der Treppenhäuser war der Bildhauer Richard Kuöhl maßgeblich beteiligt.
In einem nachgelassenen Aufsatz berichtet Höger von 17 Senatsanträgen zum Bau, unter anderem auch für die Überbauung der öffentlichen Straße Fischertwiete. Seine Entwürfe fanden zunächst beim Bauherrn und der Fassadenkommission wenig Gefallen, da der monumentale Bau 2.800 gleiche Fenster aufwies und Langeweile befürchtet wurde. Zur Auflockerung der Dachkonstruktion wurde als neue Lösung mit Staffelgeschossen gearbeitet, die dem Bauherrn als zu neumodisch erschienen.
Die Baukosten konnten – bedingt durch die Inflation und die anschließende Währungsumstellung – bei der Fertigstellung 1924 nur geschätzt werden, und zwar auf rund 10 Millionen Reichsmark.
Im Haus ließen sich viele kleine Import- und Exportfirmen nieder, die jeweils nur wenige Räume benötigten, um ihrem Gewerbe nachgehen zu können.
Vor der Spitze des Sockelgeschosses erhebt sich ein Andenkondor als Symbol für Chile.

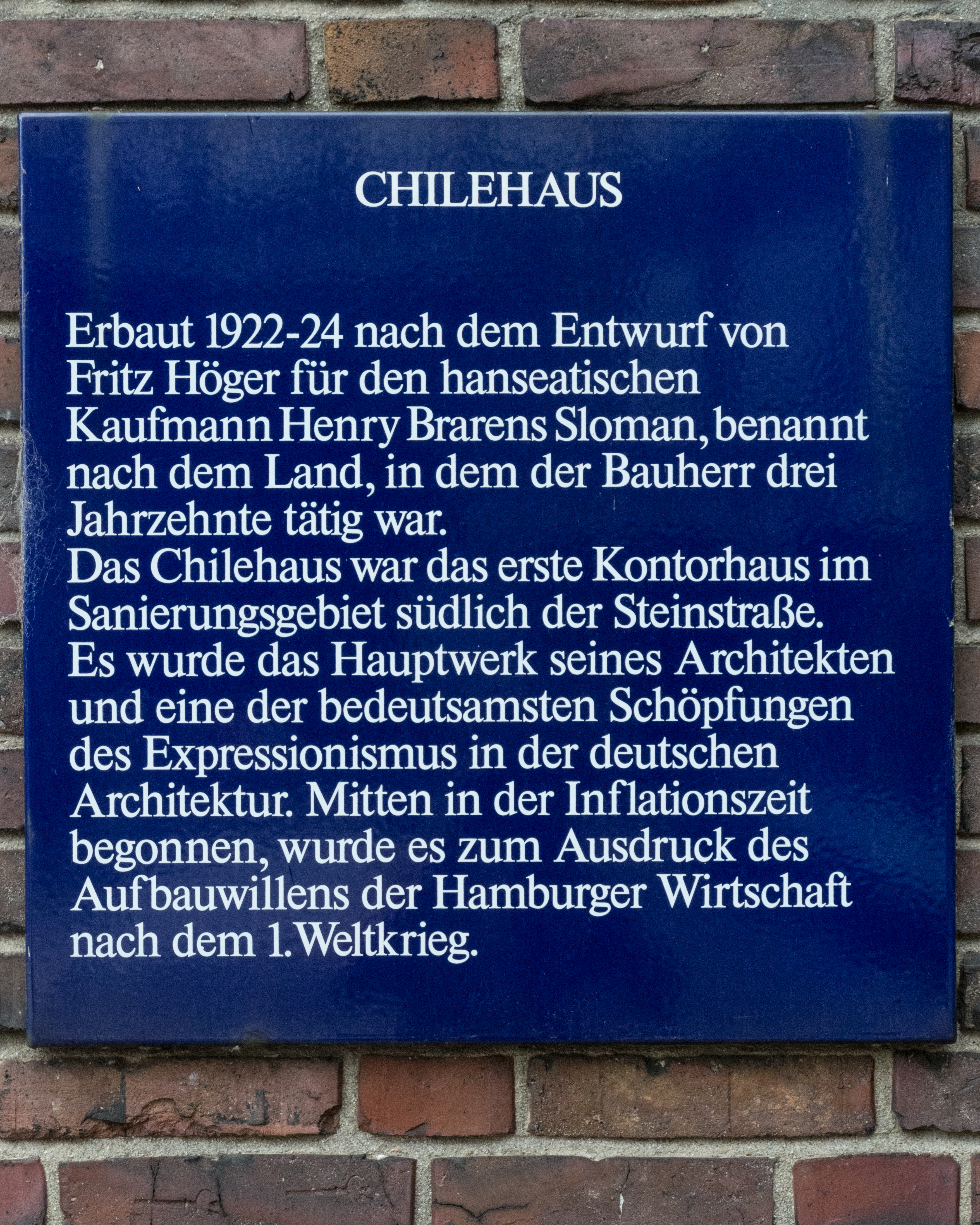
Tafel des Tafelprogramms Hamburg am Chilehaus in Hamburg-Altstadt
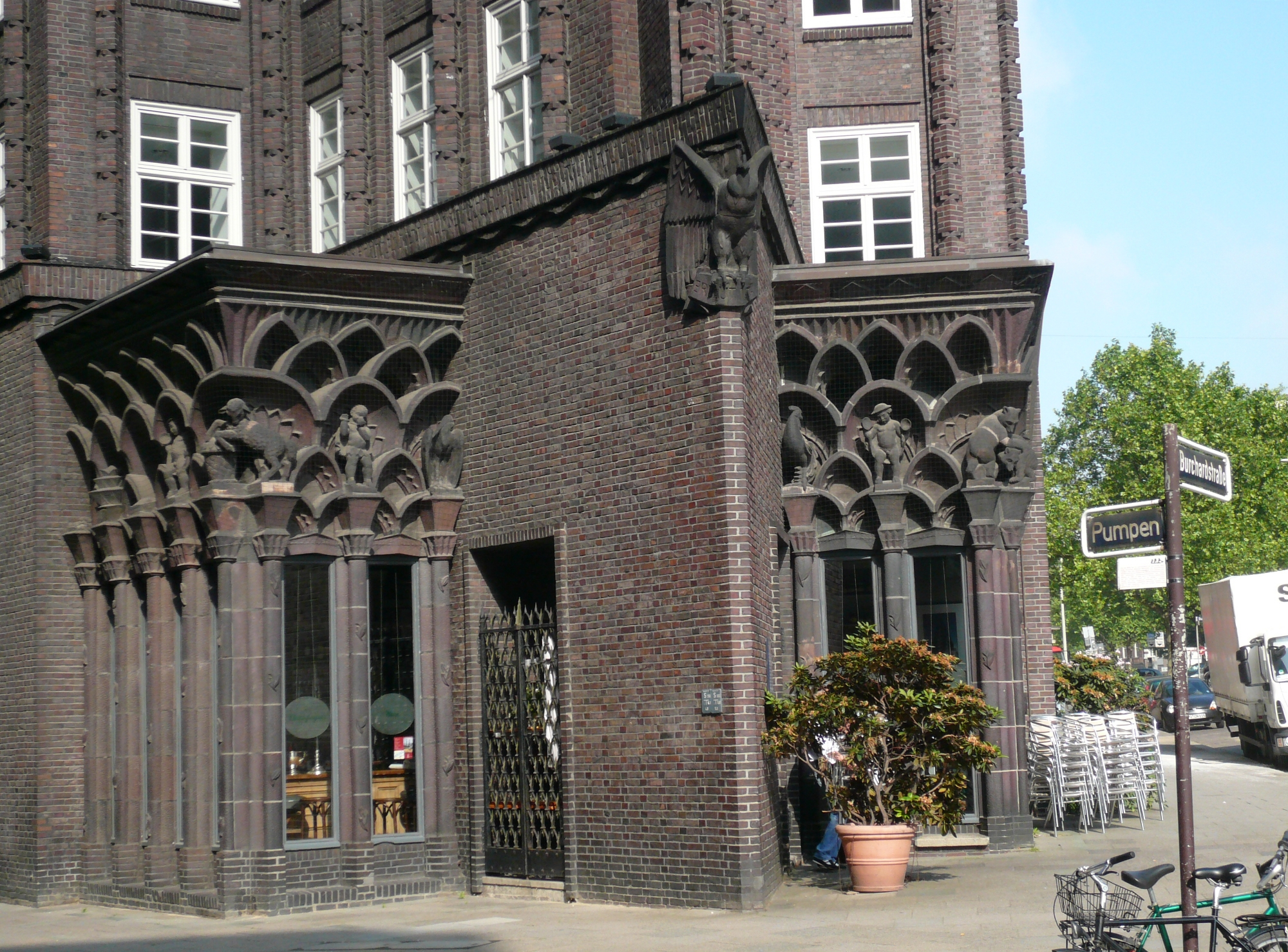
Plastiken an der Spitze
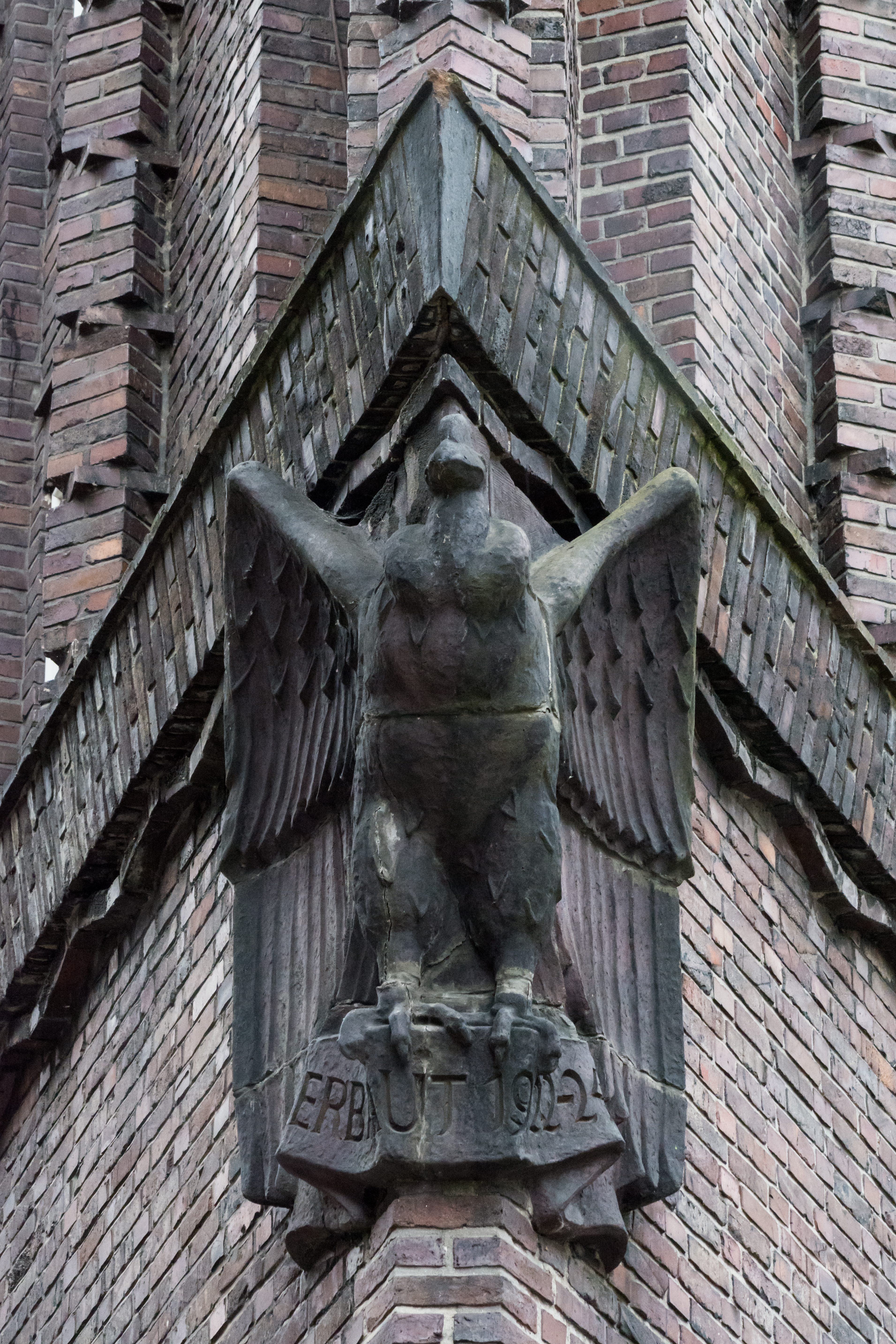
Kondor, Wappentier an der Bugspitze
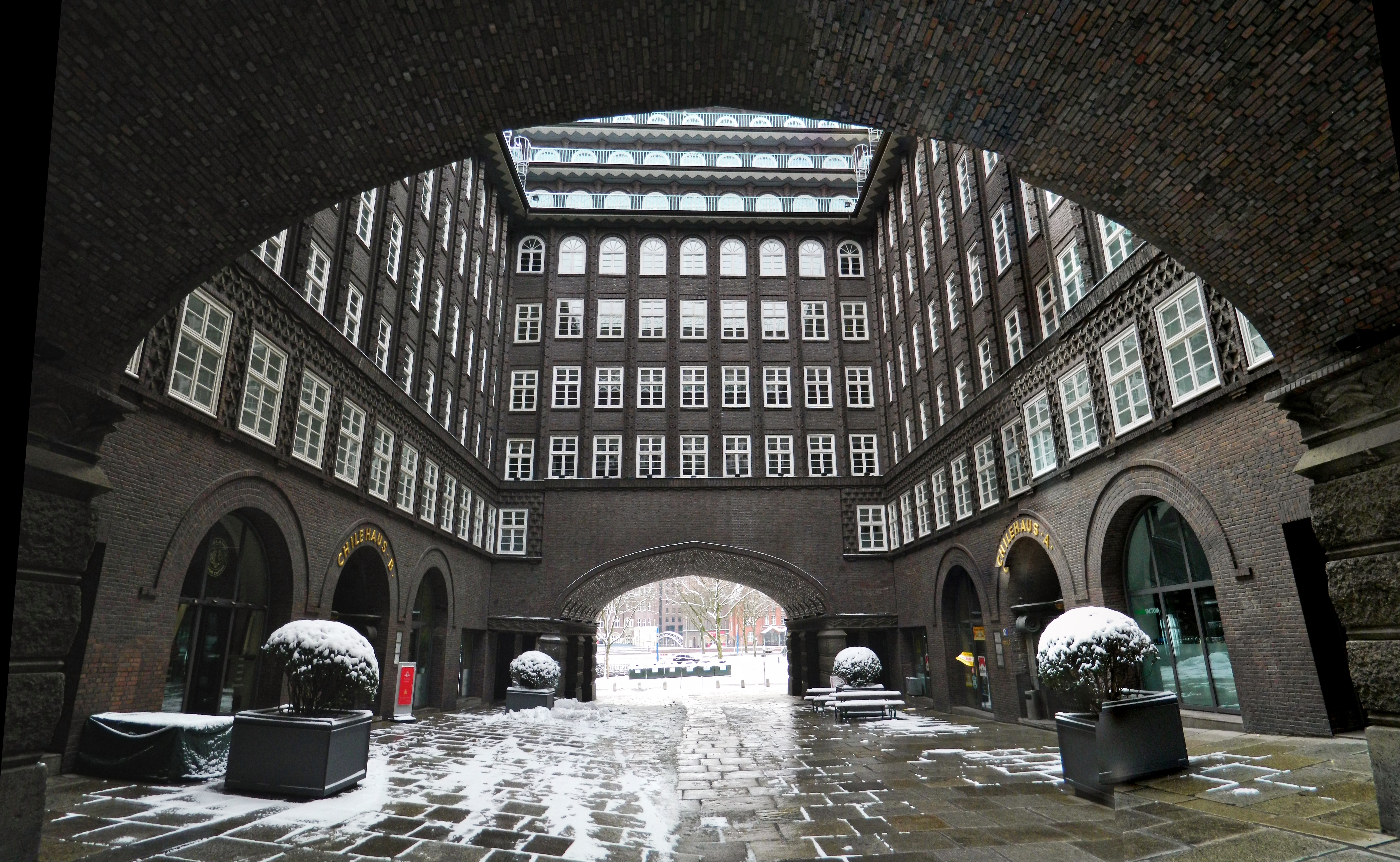
Chilehaus: überbaute Fischertwiete. Verbunden wurden so Block A mit Block B des Chilehauses
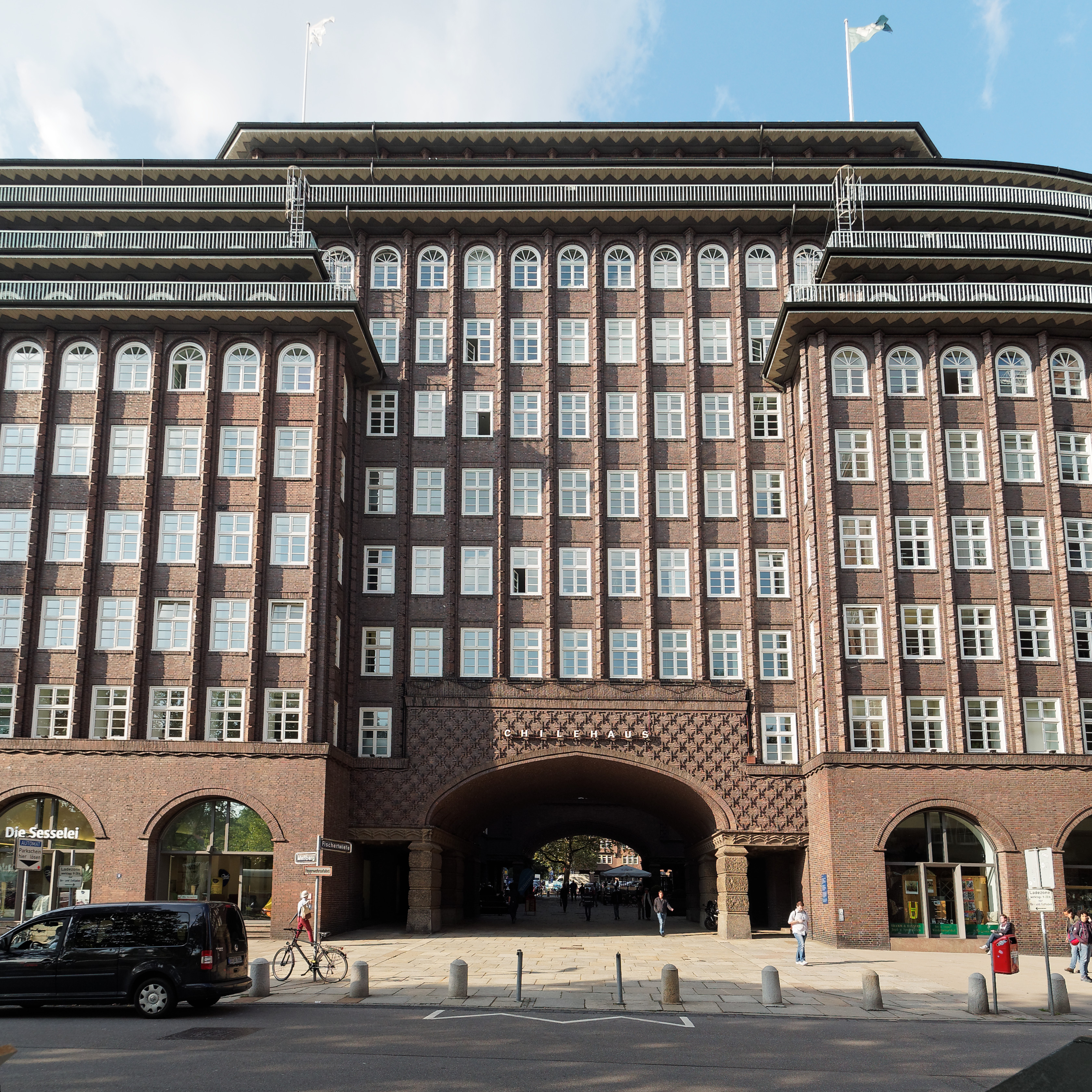
Südseite mit Durchblick Fischertwiete
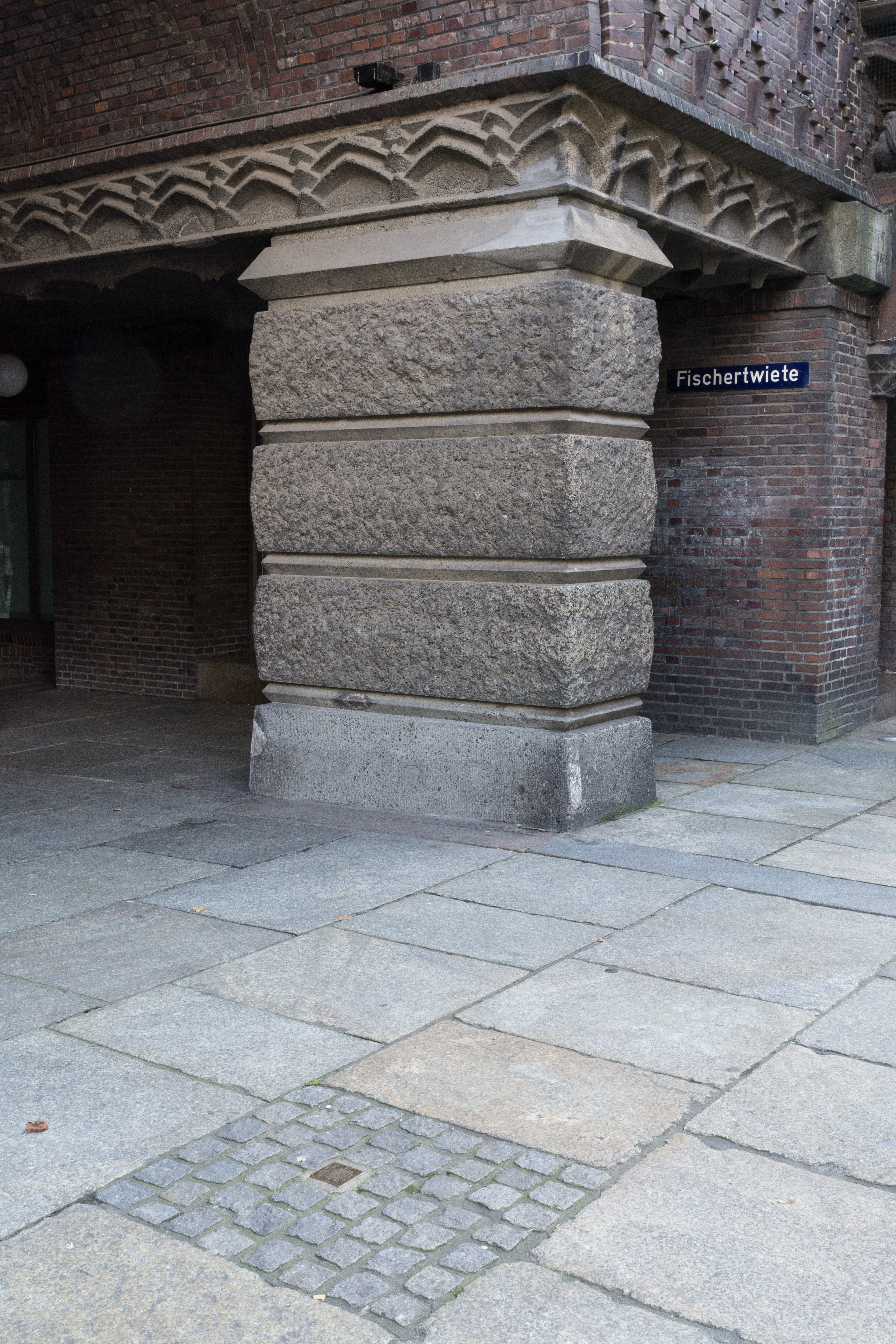
Kontorhaus Chilehaus in Hamburg-Altstadt, Lage des Stolpersteins für Hannchen Hinsch
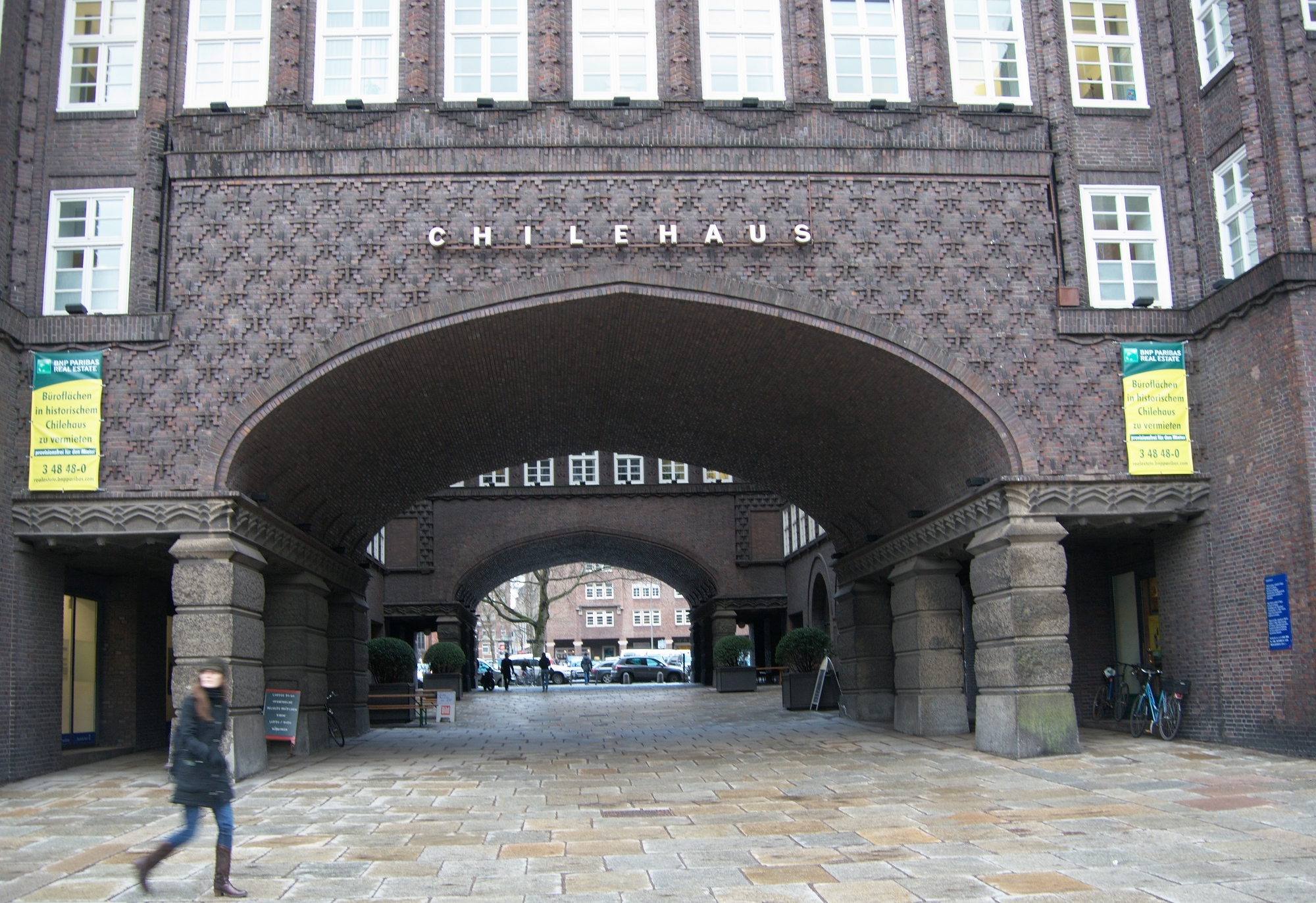
Fischertwiete
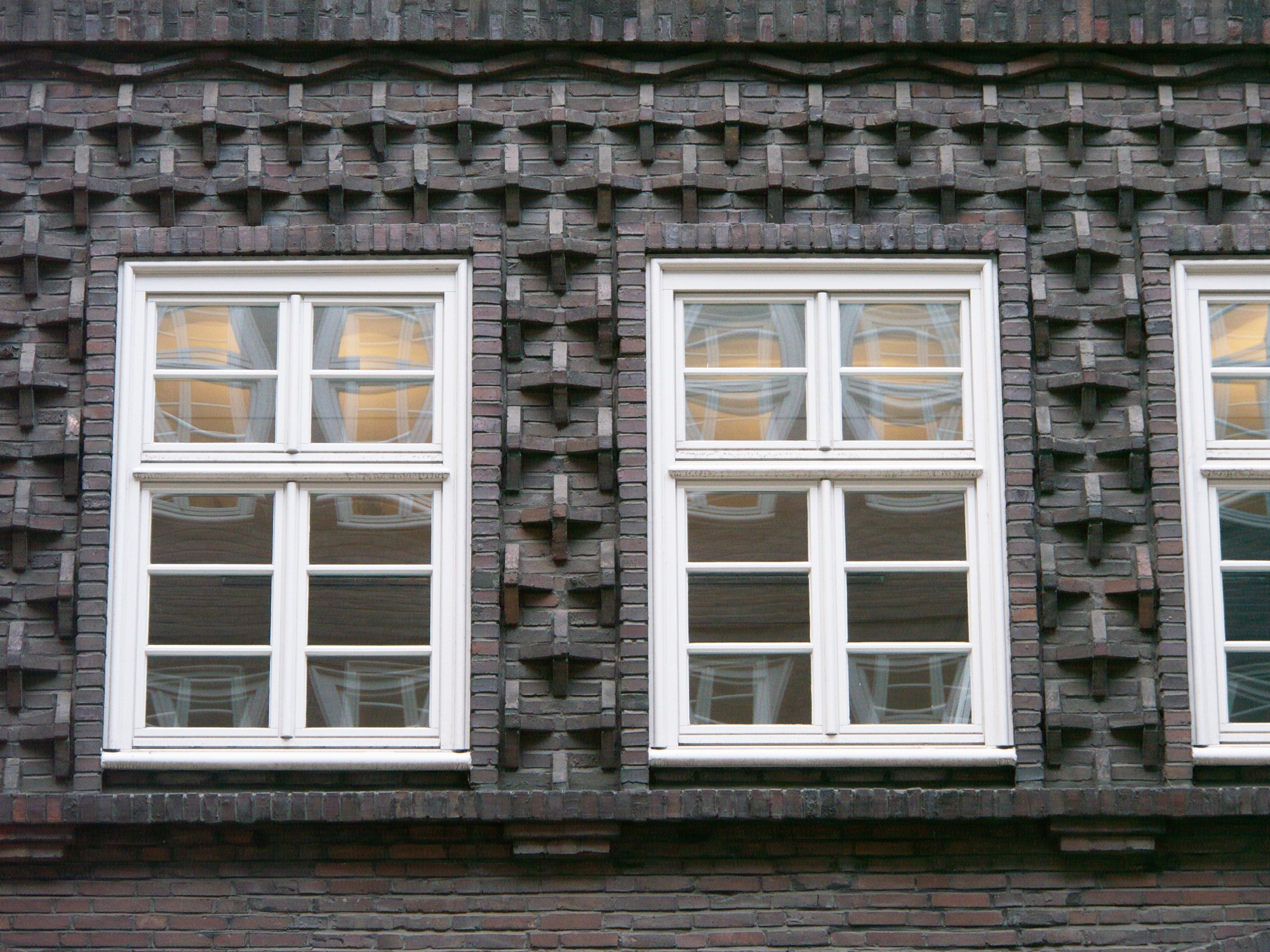
Fassaden-Details in der Fischertwiete
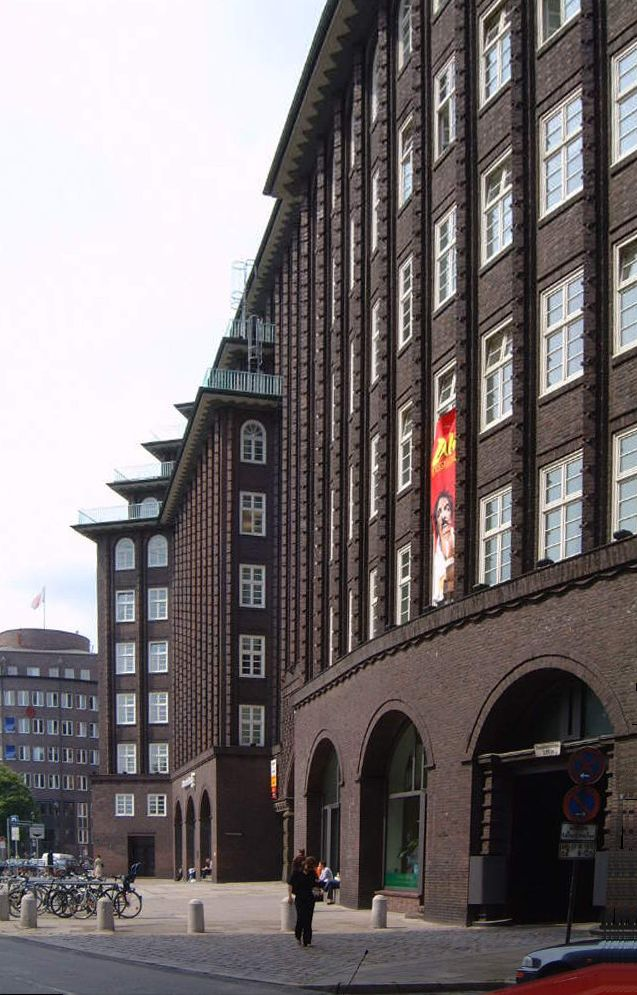
Fassade an den Pumpen
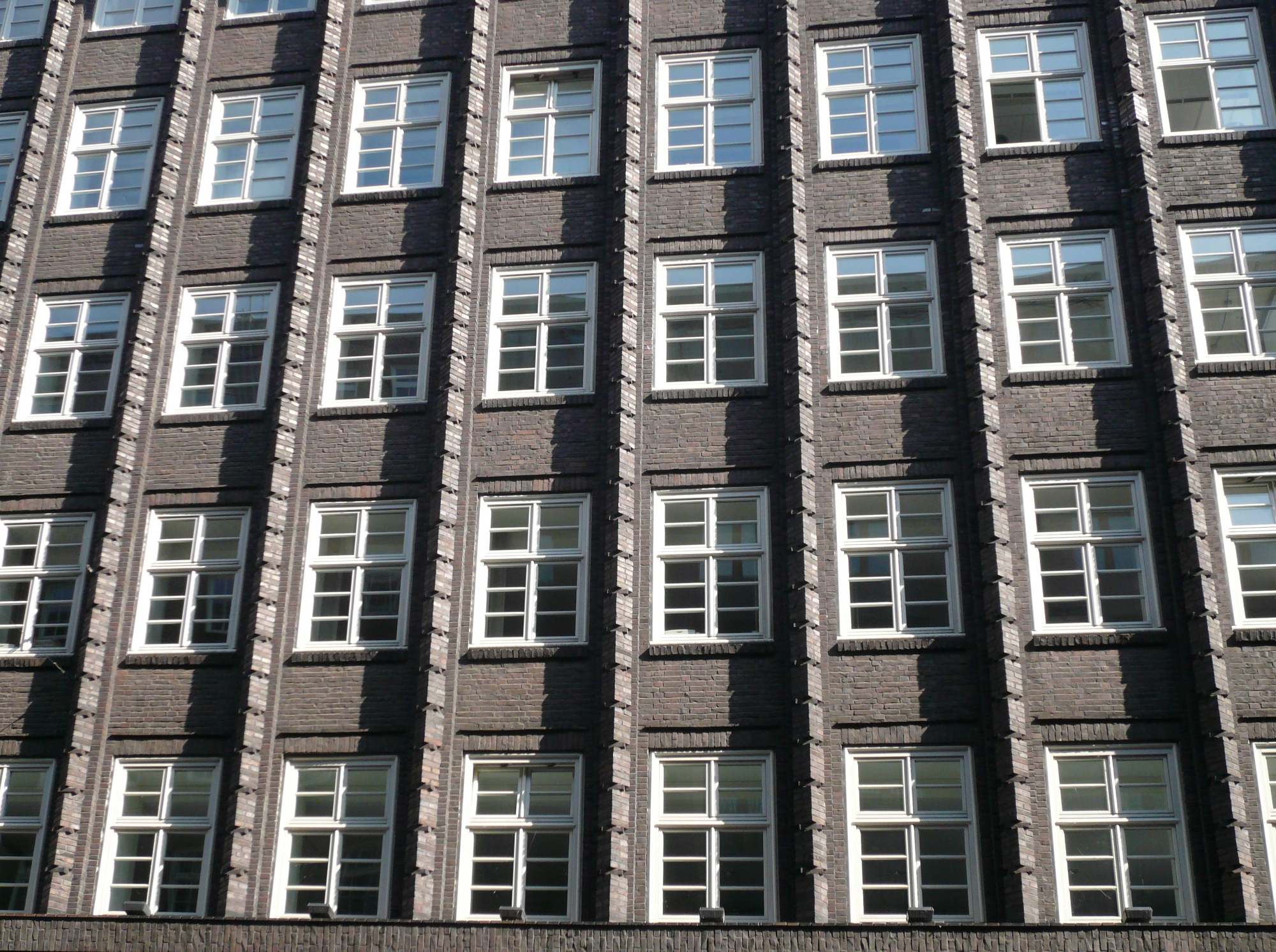
Standard-Fassade mit Lisenen
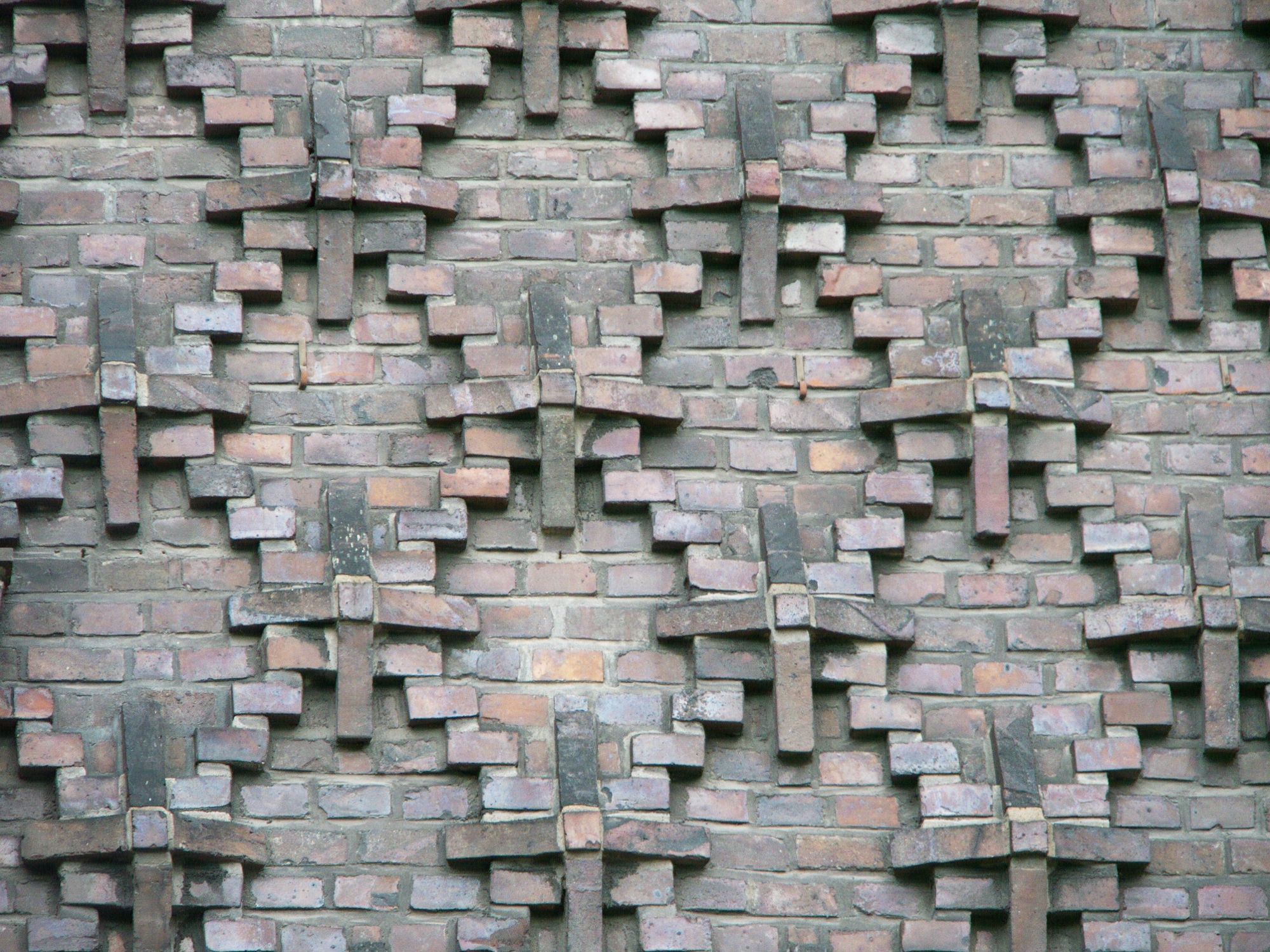
Klinkerdetail am Torweg

## Rezeption

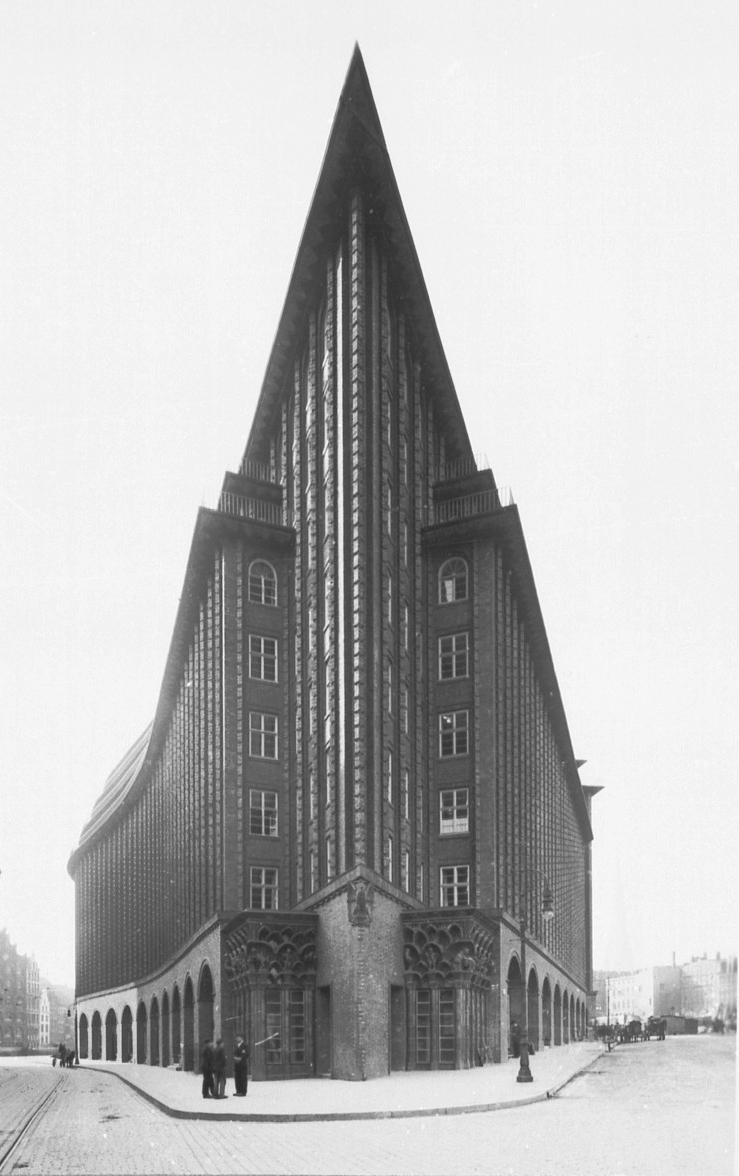
Ostspitze Pumpen/Burchardstraße Foto von Carl Dransfeld

Schon kurz vor seiner Übergabe an den Bauherrn wurde das Chilehaus vielfach weltweit abgebildet. Dazu trug vor allem die exzellente Architekturfotografie von Högers „Hausfotografen“ Carl und Adolf Dransfeld aus Hamburg-Winterhude vom März 1924 bei. In ihrem spektakulärsten Foto inszenierten sie durch Einsatz eines Spezialobjektivs dramatisch die Ostspitze des Gebäudes und bildeten sie aus extremer Untersicht ab. Das Chilehaus wurde so zum am meisten abgebildeten deutschen Architekturmotiv der 1920er Jahre, das auch von sehr vielen Künstlern in eigenen Werken verarbeitet wurde. Auch das deutsche Tourismusgewerbe setzte es als Sympathieträger im Ausland ein. Die meisten der euphorischen Berichte über das Kontorhaus basierten allein auf den Fotos der Gebrüder Dransfeld. Diese Eindrücke waren viel spektakulärer, als es die tägliche Ansicht des Originals vermittelte. Jedoch hat allein die Darstellung der Gebrüder Dransfeld die Sicht auf das Chilehaus über Jahrzehnte hinweg geprägt, wie der ehemalige Leiter der Hamburger Denkmalpflege, Manfred F. Fischer, nachweist: „Nicht das Chilehaus als Architektur, sondern das Photo von ihm hatte Kunstgeschichte geschrieben. Die erfundene Wirklichkeit war stärker als die Realität.“
Das Chilehaus wurde zum Hauptwerk seines Architekten Fritz Höger. Mitten in der Inflationszeit begonnen, wurde es zum Ausdruck des Aufbauwillens der Hamburger Wirtschaft nach dem Ersten Weltkrieg.
Höger gewann an Ansehen und erhielt etliche Folgeaufträge, unter anderem in der unmittelbaren Nachbarschaft, dem Sprinkenhof. Er äußert sich in der Folge oft und gern zum Bau und den Umfeldbedingungen. Fischer führt in seiner Einleitung aus:
Kaum ein Künstler ist bei der Selbstinterpretation so sehr Opfer seiner eigenen Sagen und Mythen geworden wie Fritz Höger. Keiner hat so viel dazu beigetragen, die Spuren zu vernebeln durch großmäuliges Verbreiten von Märchen, durch bramabarsierende Geschwätzigkeit und anbiederndes Selbstlob. … Die Fülle der Quellen bewirkt also gerade das Gegenteil von Erkenntnis, wenn man sie unkritisch benutzt.
Im Jahr 1999 wurde das seit 1983 unter Denkmalschutz stehende Gebäude auf die Nominierungsliste (Tentative List) für das UNESCO-Welterbe gesetzt. Im Jahr 2015 wurde das Ensemble „Speicherstadt und Kontorhausviertel mit Chilehaus“ in die Liste des UNESCO-Welterbes aufgenommen. Von 1991 bis 1993 wurde das Chilehaus aufwendig nach Plänen des Hamburger Architekten Dieter Krüger saniert.
Der Schriftsteller Michael Kleeberg liefert in seinem Roman Vaterjahre eine mehrseitige Beschreibung und Wertschätzung des Chilehauses.

## Eigentümer
Das Chilehaus war bis Mitte der 1980er Jahre im Besitz der Familie Sloman. 1990 erwarb der schwedische Privatinvestor T. Karlsten das Gebäude. Es ist heute im Besitz des Immobilienfonds der Union Investment Real Estate GmbH (ehemals DIFA Deutsche Immobilien Fonds AG). Im Erdgeschoss befinden sich seit Oktober 2001 ein Manufactum Warenhaus. und eine Niederlassung des Klavierhauses C. Bechstein.